# Macromitrium macrosporum
Macromitrium macrosporum är en bladmossart som beskrevs av Brotherus 1898. Macromitrium macrosporum ingår i släktet Macromitrium och familjen Orthotrichaceae. Inga underarter finns listade i Catalogue of Life.